# عبد الله باشا بن علي
عبد الله باشا بن علي هو سياسي عثماني شغل منصب والي في الدولة العثمانية.

## مناصبه
تولى المناصب التالية:
- والي صيدا (27 يناير 1820–1 يونيو 1822)
- والي صيدا (1 أبريل 1823–1 مايو 1832)